# Sam Mack
Sam Mack (Chicago, Illinois, 26 de mayo de 1970) es un exjugador de baloncesto estadounidense que disputó siete temporadas en la NBA, desarrollando el resto de su carrera en ligas menores de su país, en Europa y en Venezuela. Con 2,01 metros de estatura, lo hacía en la posición de alero.

## Trayectoria deportiva

### Universidad
Jugó una temporada con los Cyclones de la Universidad Estatal de Iowa, en la que promedió 11,8 puntos y 6,1 rebotes por partido, siendo uno de los jugadores más destacados de su equipo. Pero al término de la temporada fue detenido y disparado en un pie por la policía cuando participaba en un atraco a un Burger King en Ames, Iowa junto con un compañero de universidad.
Fue transferido a la Universidad Estatal de Arizona, pro durante su temporada red shirt, la temporada en blanco que deben de cumplir los universitarios transferidos, se vio envuelto una vez más en asuntos delictivos, primero en un intento de violación y luego en uno de fraude con tarjetas de crédito robadas. Fue expulsado de la universidad sin haber disputado ni un solo partido.
Pasó un año en el pequeño Tyler Junior College de Texas, donde dejó a un lado su actividad delictiva, y tras una buena temporada, en 1991 se incorporó a los Cougars de la Universidad de Houston, donde jugó una temporada en la que promedió 17,5 puntos y 5,8 rebotes por partido, liderando la Southwest Conference en anotación y siendo incluido en su segundo mejor quinteto.

### Profesional
Tras no ser elegido en el Draft de la NBA de 1992, comenzó jugando en la USBL hasta que en noviembre fichó por los San Antonio Spurs. Jugó una temporada como suplente de Sean Elliott, en la que promedió 3,6 puntos y 1,2 rebotes por partido.
Jugó las tres temporadas siguientes en la CBA, con actuaciones destacadas, que hicieron que los Houston Rockets se fijaran en él tras la lesión de Clyde Drexler. Fichó en principio por diez días, pero acabó renovando y ampliando contratos hasta pasar una temporada y media en el equipo. En su primera temporada, con más minutos de juego, promedió 10,8 puntos y 3,2 rebotes por partido. En octubre de 1997 fue traspasado a Vancouver Grizzlies a cambio de una futura segunda ronda del Draft. En el equipo canadiense disputó una temporada jugando como titular, en la que promedió 10,8 puntos y 2,3 rebotes por partido.
Al año siguiente fue traspasado de vuelta a los Rockets a cambio de Rodrick Rhodes, donde acabó la temporada saliendo desde el banquillo, promediando 9,2 puntos y 1,7 rebotes por partido.
En enero de 2000 fichó como agente libre por los Golden State Warriors, con los que acabó la temporada regular promediando 5,0 puntos y 1,7 rebotes por encuentro. Regresó posteriormente a las ligas menores, firmando al comienzo de la temporada 2001-02 con los Miami Heat. Disputó únicamente 12 partidos, en los que promedió 3,3 puntos y 1,2 rebotes.
Tras ser despedido, fichó por el BC Avtodor Saratov ruso, donde jugó 8 partidos, en los que promedió 17,5 puntos y 4,0 rebotes, posteriormente por los Michigan Mayhem de la CBA y en 2005 por el Aguas de Calpe de la LEB Oro española, donde promedió 14,5 puntos y 2,7 rebotes por partido. alargó su carrera hasta los 42 años, jugando en ligas menores de su país.

## Estadísticas de su carrera en la NBA

### Temporada regular
| Temporada | Edad | Equipo                | Liga | Pos. | P   | TIT | MIN  | TC  | TCA  | %TC  | 3P  | 3PA | %3P  | 2P  | 2PA | %2P  | TL  | TLA | %TL  | R.OF. | R.DEF. | REB | ASIS | ROB | TAP | PER | FP  | PTS  |
| 1992-93   | 22   | San Antonio Spurs     | NBA  | SF   | 40  | 0   | 6.7  | 1.2 | 3.0  | .398 | 0.1 | 0.6 | .136 | 1.1 | 2.4 | .458 | 1.1 | 1.5 | .776 | 0.5   | 0.8    | 1.2 | 0.4  | 0.4 | 0.1 | 0.6 | 1.1 | 3.6  |
| 1995-96   | 25   | Houston Rockets       | NBA  | SF   | 31  | 20  | 28.0 | 3.9 | 9.3  | .422 | 1.7 | 4.4 | .400 | 2.2 | 4.9 | .441 | 1.3 | 1.5 | .848 | 0.6   | 2.6    | 3.2 | 2.5  | 0.7 | 0.3 | 0.9 | 2.4 | 10.8 |
| 1996-97   | 26   | Houston Rockets       | NBA  | SF   | 52  | 10  | 17.4 | 2.0 | 5.0  | .401 | 0.9 | 2.7 | .331 | 1.1 | 2.3 | .483 | 0.7 | 0.8 | .833 | 0.4   | 1.7    | 2.0 | 1.1  | 0.6 | 0.1 | 0.8 | 1.3 | 5.6  |
| 1997-98   | 27   | Vancouver Grizzlies   | NBA  | SF   | 57  | 54  | 24.8 | 3.9 | 9.8  | .397 | 1.9 | 4.7 | .409 | 2.0 | 5.1 | .386 | 1.1 | 1.4 | .805 | 0.5   | 1.8    | 2.3 | 1.8  | 0.7 | 0.2 | 1.2 | 2.1 | 10.8 |
| 1998-99   | 28   | TOTAL                 | NBA  | SF   | 44  | 15  | 24.6 | 3.8 | 8.7  | .435 | 2.0 | 5.0 | .397 | 1.8 | 3.8 | .485 | 1.2 | 1.3 | .879 | 0.3   | 1.8    | 2.2 | 1.3  | 0.8 | 0.1 | 0.8 | 2.1 | 10.7 |
| 1998-99   | 28   | Vancouver Grizzlies   | NBA  | SF   | 19  | 15  | 30.4 | 4.5 | 11.2 | .406 | 2.2 | 5.7 | .389 | 2.3 | 5.5 | .423 | 1.5 | 1.6 | .933 | 0.4   | 2.4    | 2.8 | 1.2  | 1.1 | 0.1 | 1.1 | 2.8 | 12.7 |
| 1998-99   | 28   | Houston Rockets       | NBA  | SF   | 25  | 0   | 20.2 | 3.2 | 6.9  | .471 | 1.8 | 4.4 | .405 | 1.4 | 2.4 | .590 | 0.9 | 1.1 | .821 | 0.3   | 1.4    | 1.7 | 1.3  | 0.6 | 0.1 | 0.5 | 1.6 | 9.2  |
| 1999-00   | 29   | Golden State Warriors | NBA  | SF   | 23  | 5   | 14.5 | 1.6 | 5.3  | .303 | 0.9 | 2.8 | .328 | 0.7 | 2.5 | .276 | 0.8 | 0.9 | .950 | 0.3   | 1.4    | 1.7 | 1.0  | 0.8 | 0.0 | 0.8 | 2.0 | 5.0  |
| 2001-02   | 31   | Miami Heat            | NBA  | SF   | 12  | 1   | 13.3 | 1.2 | 4.1  | .286 | 0.6 | 2.3 | .250 | 0.6 | 1.8 | .333 | 0.4 | 0.6 | .714 | 0.2   | 1.0    | 1.2 | 0.3  | 0.4 | 0.1 | 0.6 | 1.4 | 3.3  |
| Total     |      |                       | NBA  |      | 259 | 105 | 19.4 | 2.8 | 6.9  | .400 | 1.3 | 3.4 | .374 | 1.5 | 3.5 | .426 | 1.0 | 1.2 | .831 | 0.4   | 1.6    | 2.1 | 1.3  | 0.6 | 0.1 | 0.8 | 1.8 | 7.8  |

### Playoffs
| Temporada | Edad | Equipo          | Liga | Pos. | P  | TIT | MIN  | TC  | TCA | %TC  | 3P  | 3PA | %3P  | 2P  | 2PA | %2P  | TL  | TLA | %TL  | R.OF. | R.DEF. | REB | ASIS | ROB | TAP | PER | FP  | PTS  |
| 1995-96   | 25   | Houston Rockets | NBA  | SF   | 6  | 0   | 7.8  | 0.8 | 2.5 | .333 | 0.3 | 1.5 | .222 | 0.5 | 1.0 | .500 | 0.0 | 0.5 | .000 | 0.0   | 1.5    | 1.5 | 0.2  | 0.2 | 0.0 | 0.3 | 0.2 | 2.0  |
| 1998-99   | 28   | Houston Rockets | NBA  | SF   | 4  | 0   | 30.8 | 3.3 | 9.5 | .342 | 2.5 | 6.5 | .385 | 0.8 | 3.0 | .250 | 3.5 | 4.3 | .824 | 0.3   | 2.0    | 2.3 | 1.8  | 1.0 | 0.0 | 1.3 | 2.8 | 12.5 |
| Total     |      |                 | NBA  |      | 10 | 0   | 17.0 | 1.8 | 5.3 | .340 | 1.2 | 3.5 | .343 | 0.6 | 1.8 | .333 | 1.4 | 2.0 | .700 | 0.1   | 1.7    | 1.8 | 0.8  | 0.5 | 0.0 | 0.7 | 1.2 | 6.2  |